# IC 1180
IC 1180 је појединачна звијезда у сазвјежђу Херкул која се налази на листи објеката дубоког неба у Индекс каталогу.
Деклинација објекта је + 18° 8' 58" а ректасцензија 16h 5m 30,0s.